# Monumento Natural Regional do Pico das Camarinhas e Ponta da Ferraria

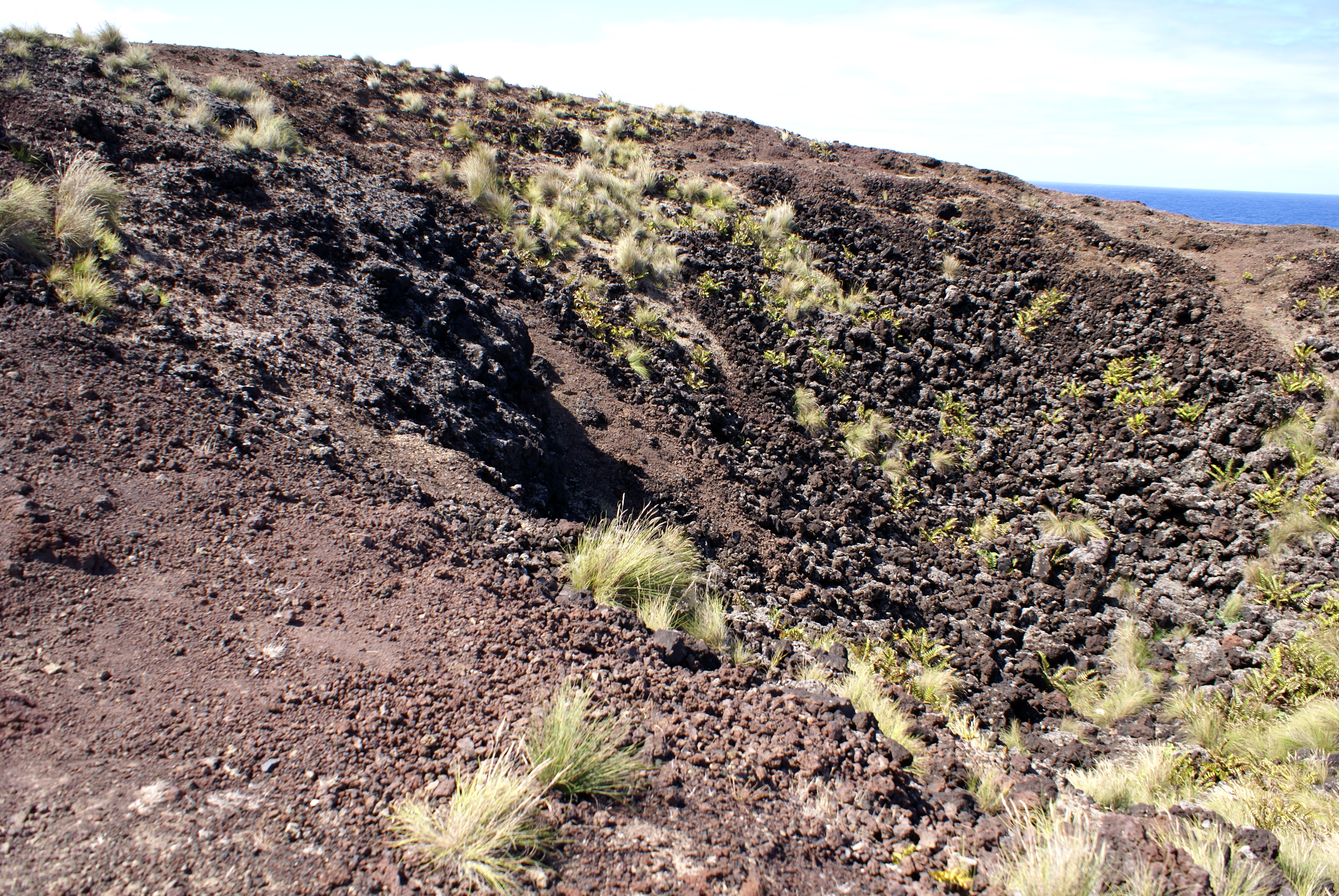
Encosta da Pseudocratera da Ponta da Ferraria.

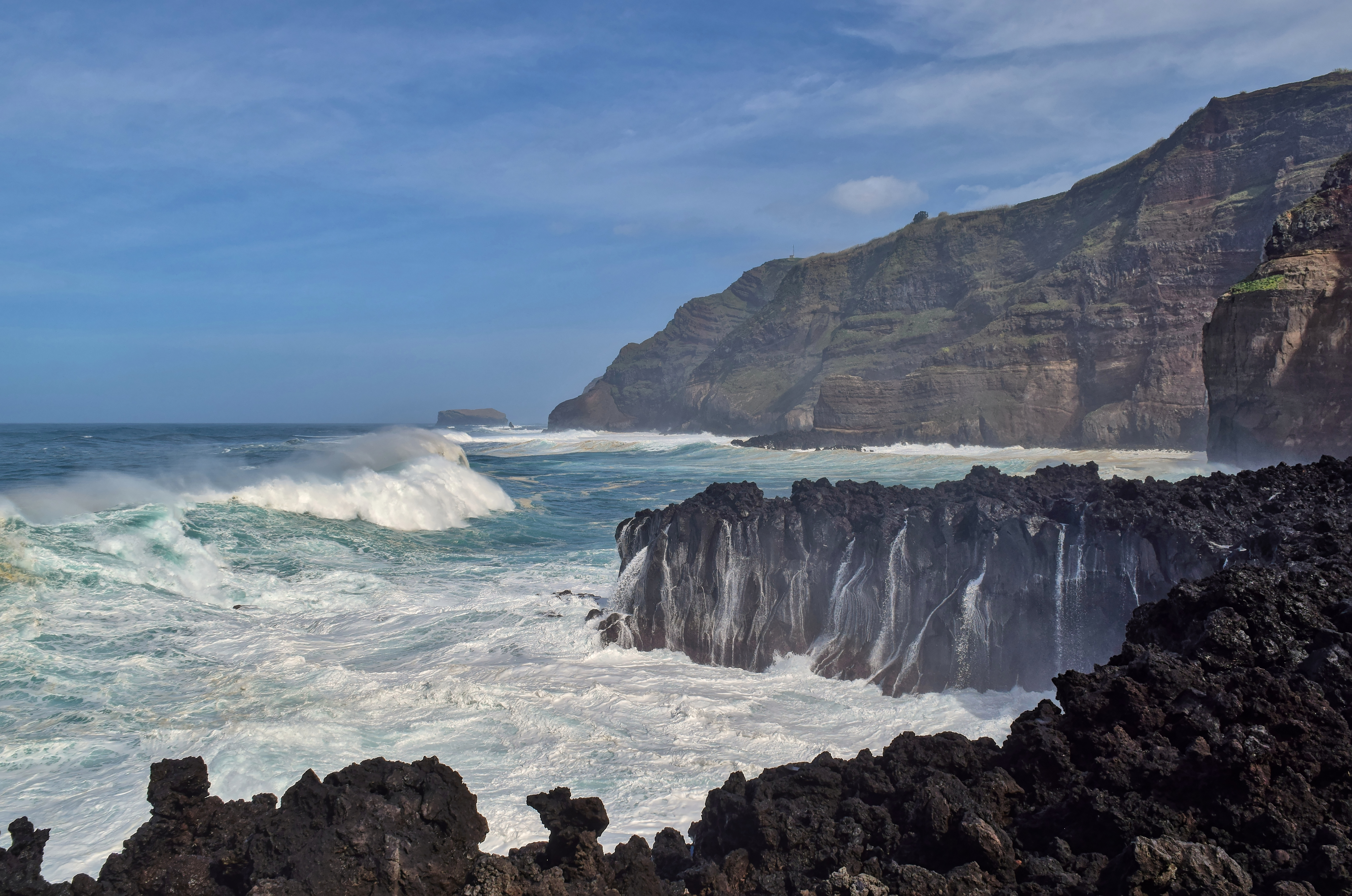
Vista da Ponta da Ferraria com o Ilhéu dos Mosteiros ao fundo.

O Monumento Natural Regional do Pico das Camarinhas e Ponta da Ferraria é uma zona de protecção da natureza que abrange da Ponta da Ferraria até ao Pico das Camarinhas.  Localiza-se na freguesia dos Ginetes, concelho de Ponta Delgada, ilha de São Miguel, arquipélago dos Açores.
Esta zona de protecção da natureza inicia-se no litoral, no extremo sudoeste da ilha de São Miguel, e é composta por várias estruturas de origem vulcânica de grande valor paisagístico e científico.
Este acontecimento geológico deu-se antes do inicio do povoamento da ilha de São Miguel e teve origem numa erupção estromboliana que construiu um cone de escórias e originou uma escoada de lava que desceu pela arriba a caminho do mar e construiu uma fajã lávica ou delta lávico.
A entrada desta corrente lávica no mar gerou uma explosão freática que por sua vez criou uma estrutura vulcânica em forma de cone encimada por uma cratera. 
Esta cratera no entanto não está associada a uma chaminé vulcânica como usualmente é costume e que forneceria o magma vindo de profundidade. 
Assim, e por esse motivo esta cratera cientificamente denominada Pseudocratera, é considerada pela sua singularidade e beleza como um Geomonumento e preservar.
É ainda devido à sua origem vulcânica que neste Monumento Natural Regional, existem duas nascentes de águas termais, facto que levou à construção de termas e junto da costa de um espaço para banhos em água do mar aquecida pelas águas de nascentes termais locais.